# Iwajło Iwanow (ekonomista)
Iwajło Cwetanow Iwanow (bułg. Ивайло Цветанов Иванов; ur. 21 lutego 1967 w Tetewenie) – bułgarski ekonomista i urzędnik państwowy, dyrektor Narodowego Instytutu Ubezpieczeń Społecznych, w latach 2024–2025 minister pracy i polityki socjalnej.

## Życiorys
W 1993 uzyskał magisterium z ekonomii na Akademii Ekonomicznej w Swisztowie, a w 2008 magisterium z prawa na Południowo-Zachodnim Uniwersytecie im. Neofita Riłskiego w Błagojewgradzie. Zawodowo związany z sektorem ubezpieczeń. W latach 2003–2016 pracował w Agencji Pomocy Społecznej, był zastępcą dyrektora wykonawczego, a od 2009 dyrektorem wykonawczym tej instytucji. Od czerwca 2016 do września 2017 pełnił funkcję wiceministra pracy i polityki socjalnej. We wrześniu 2017 powołano go na dyrektora Narodowego Instytutu Ubezpieczeń Społecznych.
W kwietniu 2024 objął urząd ministra pracy i polityki socjalnej w technicznym rządzie Dimityra Gławczewa. Pozostał na tym stanowisku również w utworzonym w sierpniu 2024 drugim gabinecie dotychczasowego premiera, kończąc urzędowanie w styczniu 2025.